# サクラダ
株式会社サクラダは、かつて千葉県に本社を置いていた橋梁メーカーである。
2012年（平成24年）11月27日に東京地方裁判所から破産手続開始決定を受け、2018年（平成30年）10月に破産手続結了決定を受け清算手続へ移行したが、債務超過であるとして2019年（令和元年）5月22日に東京地方裁判所から再度破産手続開始決定を受けた。2回も破産手続開始決定を受けたケースは異例のことであった。

## 沿革
- 1920年（大正9年）4月 - 株式会社櫻田機械製造所を設立[3]。
- 1944年（昭和19年）9月 - 櫻田機械工業株式会社に社名変更。
- 1961年（昭和36年）10月 - 東京証券取引所2部に上場。
- 1989年（平成元年）9月 - 東京証券取引所1部へ指定替え。
- 1990年（平成2年）4月 - 商号を株式会社サクラダに変更。
- 1991年（平成3年）3月 - 広島新交通システム橋桁落下事故発生。
- 2010年（平成22年）12月 - 市川市二俣新町にある本社工場売却を発表。
- 2011年（平成23年）- 袖ケ浦市の川崎重工跡に工場移転。
- 2012年（平成24年）
  - 11月27日 - 東京地方裁判所へ自己破産申請し、同日同地裁より破産手続き開始決定を受けた[1]。
  - 12月12日 - 上場廃止。
- 2018年（平成30年）10月 - 東京地方裁判所から破産手続結了決定を受け、清算手続へ移行。
- 2019年（令和元年）5月22日 - 東京地方裁判所から再度破産手続開始決定を受けた[2]。
- 2020年（令和2年）1月17日 - 法人格消滅。

## 主な実績
- 名川橋(山形県鶴岡市熊出南俣) - 1930年製造、1931年竣工
- 千登世橋（東京都豊島区） - 1932年竣工
- 渡良瀬橋（栃木県足利市） - 1934年竣工
- 大鳴門橋（兵庫県南あわじ市、徳島県鳴門市） - 1985年竣工。松尾橋梁、駒井鐵工所、日本橋梁との共同企業体として側径間の設計・製作・塗装・輸送を実施[4]。
- かつしかハープ橋（東京都葛飾区） - 1987年竣工
- 北備讃瀬戸大橋（香川県坂出市） - 1988年竣工
- 関西国際空港連絡橋（大阪府泉佐野市） - 1991年竣工。川田・櫻田・春本・川構建設工事共同企業体としてその6区間（P22〜P25）の制作・架設を実施[5]。
- 前田森林公園橋（北海道札幌市） - 1993年竣工